# GE AC6000CW
GE AC6000CW(영어: GE AC6000CW)는 미국 제너럴 일렉트릭에서 개발한 디젤 및 전기 기관차로 일렉트로 모티브 디젤의 모델인 EMD DDA40X 다음으로 두 번째로 규모가 크다. 현재 운용하고 있는 회사는 미국의 철도 기업인 유니언 퍼시픽 철도, CSX 교통이 있다. 한 때 오스트레일리아의 철도 기업인 마운트 뉴먼 철도가 이 기종을 운용했으나 2013년부터 2014년까지 EMD SD70ACE로 교체되면서 모두 퇴역했다.

## 역사
1990년대 중반 미국의 기관차 제조 기업인 제너럴 일렉트릭과 일렉트로 모티브 디젤은 최상위급 고마력 기관차 개발을 위해 경쟁을 하기 시작했다. 그 결과 EMD SD90MAC와 같이 출시하게 되었다.
1994년 제너럴 일렉트릭은 독일의 기업인 도이츠-MWM(독일어: Deutz-MWM) 기술 제휴를 통해 개발한 6,000마력의 7HDL 디젤 엔진을 올린 기관차를 구상했고 그린 머신(영어: Green Machine)이란 프로토타입 GE 6000를 출시했고. 1995년에 초도 제작분이 도입된데 이어 1996년부터 2001년까지 생산했다.

## 현황
2001년 6월 21일, BHP 빌리턴의 자회사인 마운트 뉴먼 철도 소속 차량 8량 중련 화차로 682량을 견인했으며 세계 최대 중량 편성 운행 기록을 기네스북에 수립했다.

## 사진

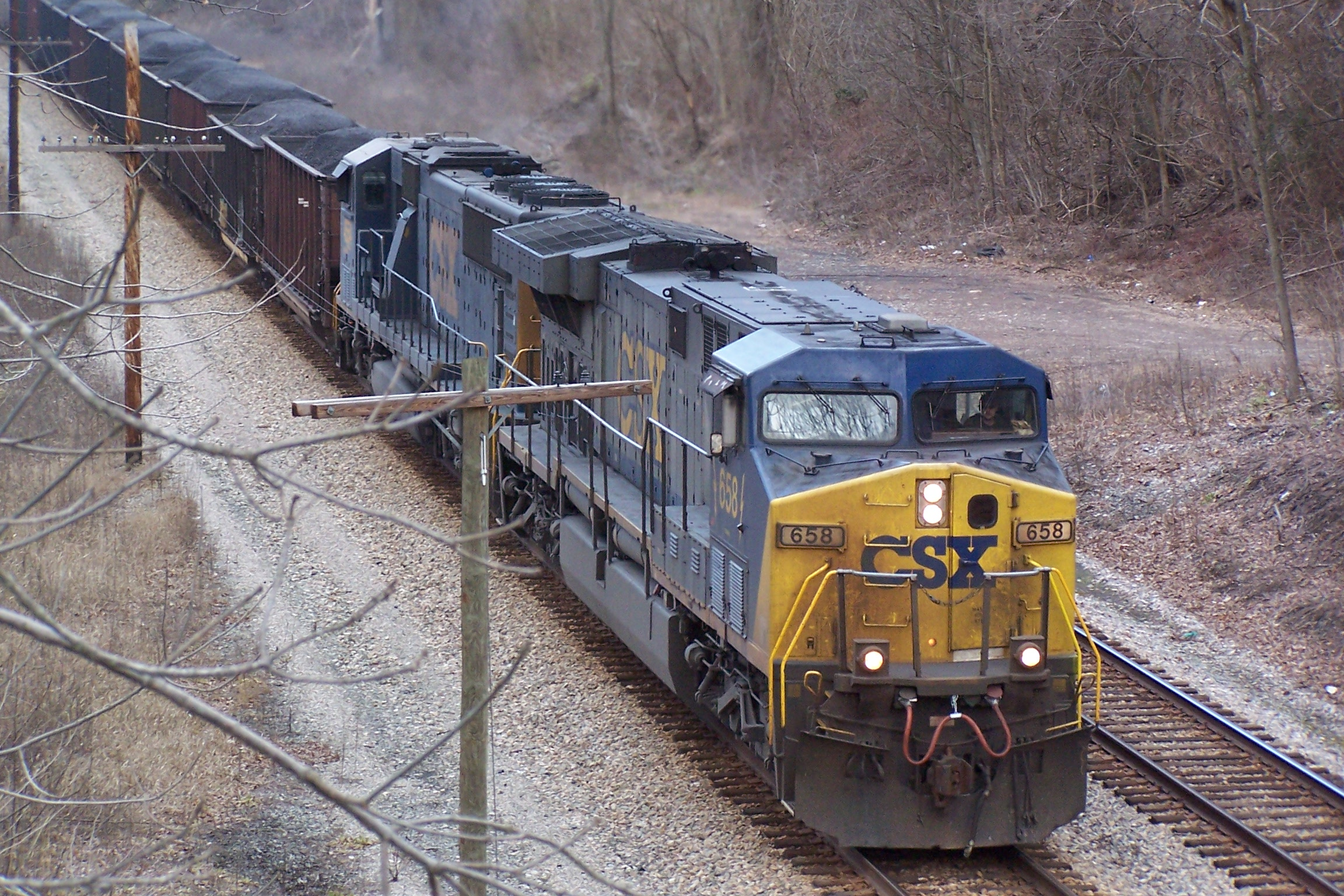
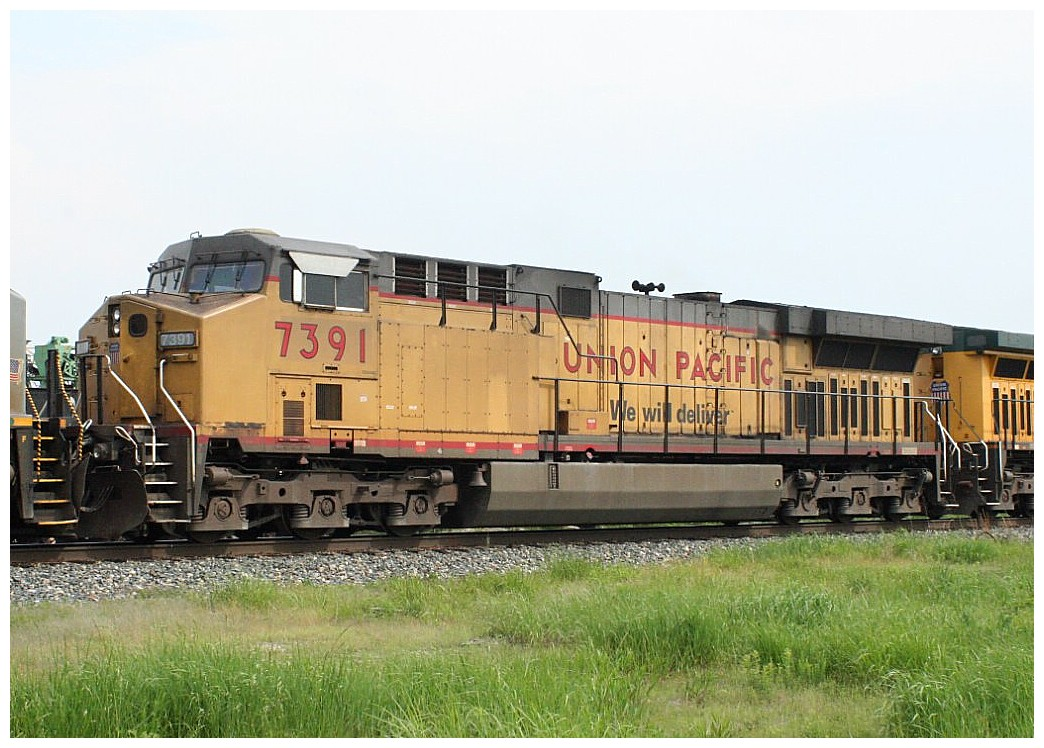
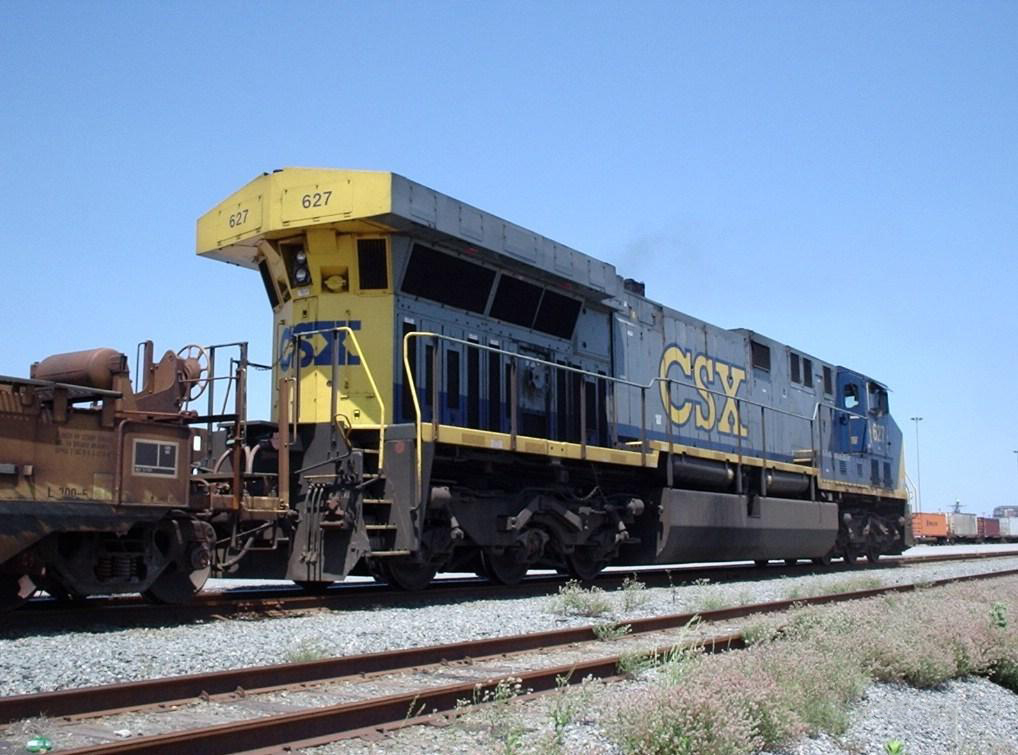
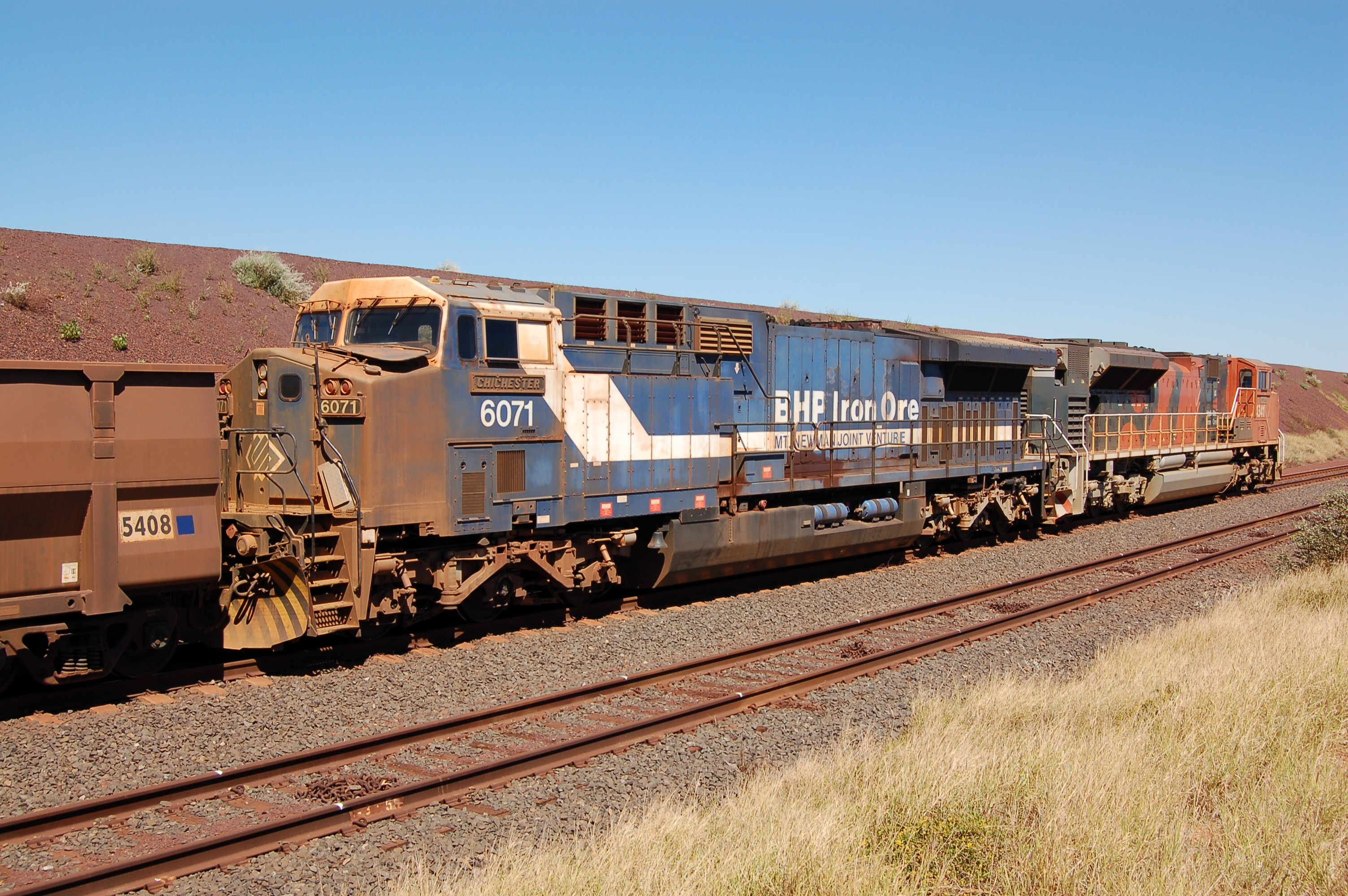